# The Kissing Booth
The Kissing Booth is een romantische komedie uit 2018, gebaseerd op het gelijknamige tienerboek van Beth Reekles. De film werd gepubliceerd op 11 mei 2018 op Netflix.
Het vervolg, The Kissing Booth 2, verscheen op 24 juli 2020.

## Rolverdeling
- Joey King als Elle Evans
- Jacob Elordi als Noah Flynn
- Joel Courtney als Lee Flynn
- Meganne Young als Rachel
- Molly Ringwald als Mrs. Flynn
- Byron Langley als Warren
- Jessica Sutton als Mia
- Morné Visser als Mr. Flynn
- Carson White als Brad Evans
- Joshua Daniel Eady als Tuppen

## Productie
De film werd opgenomen in Kaapstad, Zuid-Afrika.

## Trivia
In de film dansen Elle en Lee op het muziekspel Dance Dance Revolution.